# え
え en hiragana ou エ en katakana sont deux caractères japonais, kanas, qui représentent la même more. Ils sont prononcés /e/ et occupent la 4e place de leur syllabaire respectif, entre う et お.

## Origine
L'hiragana え et le katakana エ proviennent, via les man'yōgana, des kanjis 衣 et 江, respectivement.
L'ancien kana ゑ (we) est transcrit en japonais moderne par え.
Les occurrences anciennes de へ en milieu ou fin de groupe de souffle, par conséquent aussi en milieu et fin de mot, ont subi un changement phonétique par lequel l'aspiration a disparu devant /e/ ou a muté en /w/ devant /a/. Ce changement phonétique s'est appliqué par exemple au couple exoactif-endoactif anciennement prononcé /kaheru/, /kaharu/ « faire changer, changer », prononcé maintenant /kaeru/, /kawaru/. Il s'est appliqué de façon régulière à la particule grammaticale へ /he/ devenue /e/. L'orthographe actuelle note la prononciation à l'intérieur des mots, mais ne suit pas pour les particules grammaticales : la particule へ, bien que prononcée /e/, s'écrit toujours pareil ; et la particule は toujours écrite pareil, est prononcée /wa/.

## Variantes
Deux caractères plus petits, ぇ et ェ, sont utilisés pour la formation de sons qui n'existent pas en japonais traditionnel, comme ヴェ (/ve/).

## Romanisation
Selon les systèmes de romanisation kunrei (transcription officielle), nihon ou Hepburn, え et エ se romanisent en « e ».

## Tracé
L'hiragana え s'écrit en deux traits.

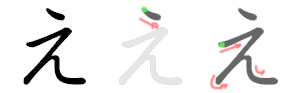
Ordre des traits pour え.

1. Tracé d'un court crochet diagonal en haut du caractère, commençant par une direction diagonale vers le bas et la droite, puis s'inversant vers la gauche.
2. Tracé composé d'une ligne horizontale, d'une diagonale de haut en bas et de droite à gauche, puis d'une ligne dirigée vers la droite et ressemblant à un tilde.

Le katakana エ s'écrit en trois traits.

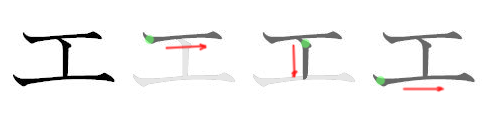
Ordre des traits pour エ.

1. En haut du caractère, un tracé horizontal, dessiné de gauche à droite.
2. Un trait vertical, tracé à partir du centre du premier trait.
3. En bas, un trait horizontal similaire au premier et touchant le second. Ce trait est généralement légèrement plus long que le premier.

## Représentation informatique
- Unicode[1],[2] :
  - え (grand caractère) : U+3048
  - エ (grand caractère) : U+30A8
  - ぇ (petit caractère) : U+3047
  - ェ (petit caractère) : U+30A7